# Рядовка фиолетовая
Рядо́вка фиоле́товая (лат. Lepista nuda) — условно съедобный гриб из рода Леписта семейства Рядовковые. По последним данным относится к роду Говорушка (Clitocybe).
Синонимы:
- Русские: леписта голая, леписта фиолетовая, синюха, синичка[2].
- Латинские:
  - Agaricus nudus Bull.basionym
  - Gyrophila nuda (Fr.) Quél.
  - Clitocybe nuda (Bull.) H.E.Bigelow & A.H.Sm.
  - Tricholoma nudum (Bull.) P.Kumm.
  - Cortinarius nudus (Bull.) Gray
  - Rhodopaxillus nudus (Bull.) Maire[3].

## Описание

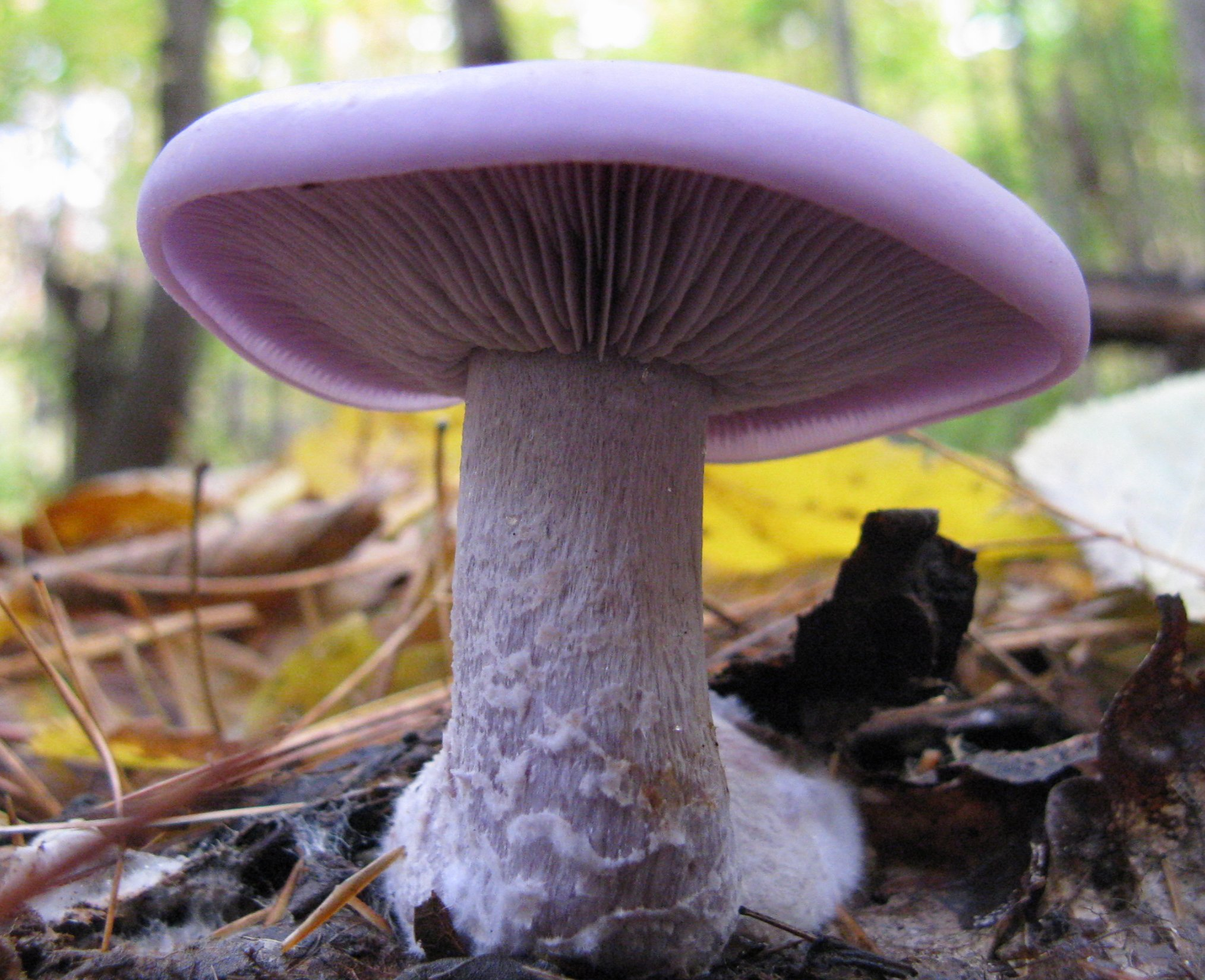

Довольно крупный гриб. Шляпка 6—15 (20) см диаметром, мясистая, у молодых грибов полушаровидная, выпуклая с завёрнутым вниз тонким краем, позднее — выпукло-распростёртая или даже вдавленная, с загнутым краем, часто волнисто-изогнутая. Кожица шляпки гладкая и блестящая. Цвет шляпки у молодых грибов ярко-фиолетовый, к зрелости, начиная с краев, выцветает и приобретает буроватый или охряный оттенок, светлеющий при сухой погоде.
Мякоть мясистая, плотная, светло-фиолетовая, позднее — более мягкая и охряно-кремовая, со слабым, но приятным вкусом и запахом, напоминающим анис.
Пластинки 0,6—1 см шириной, частые, тонкие, приросшие зубцом или почти свободные, фиолетовые, позднее — более бледные, с коричневым оттенком.
Ножка 4—8 (10) см высотой и 1,2—3 см толщиной, плотная, цилиндрическая, немного утолщённая к основанию (в редких случаях булавовидная), гладкая, продольно-волокнистая, под шляпкой с хлопьевидным налётом, у молодых грибов сплошная, позднее — с полостями; вначале ярко-фиолетовая, позже серо-фиолетовая и к зрелости более светлая и буроватая. У основания ножки заметно фиолетовое опушение (мицелий).
Споры 6—8 × 4—5 мкм, эллипсоидные, слабо шероховатые, розоватые. Споровый порошок бледно-розовый или розовато-жёлтый.

## Экология и распространение

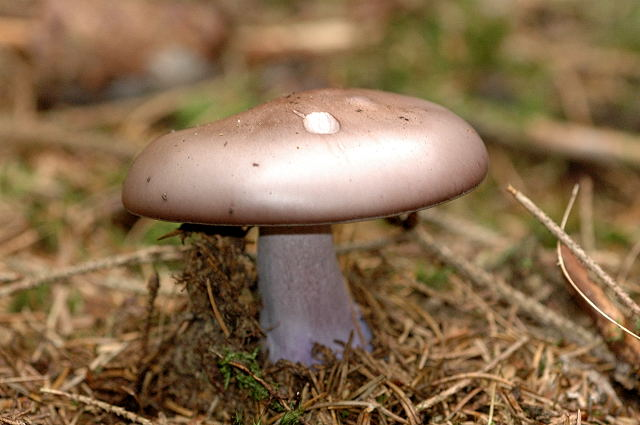
Зрелая рядовка фиолетовая

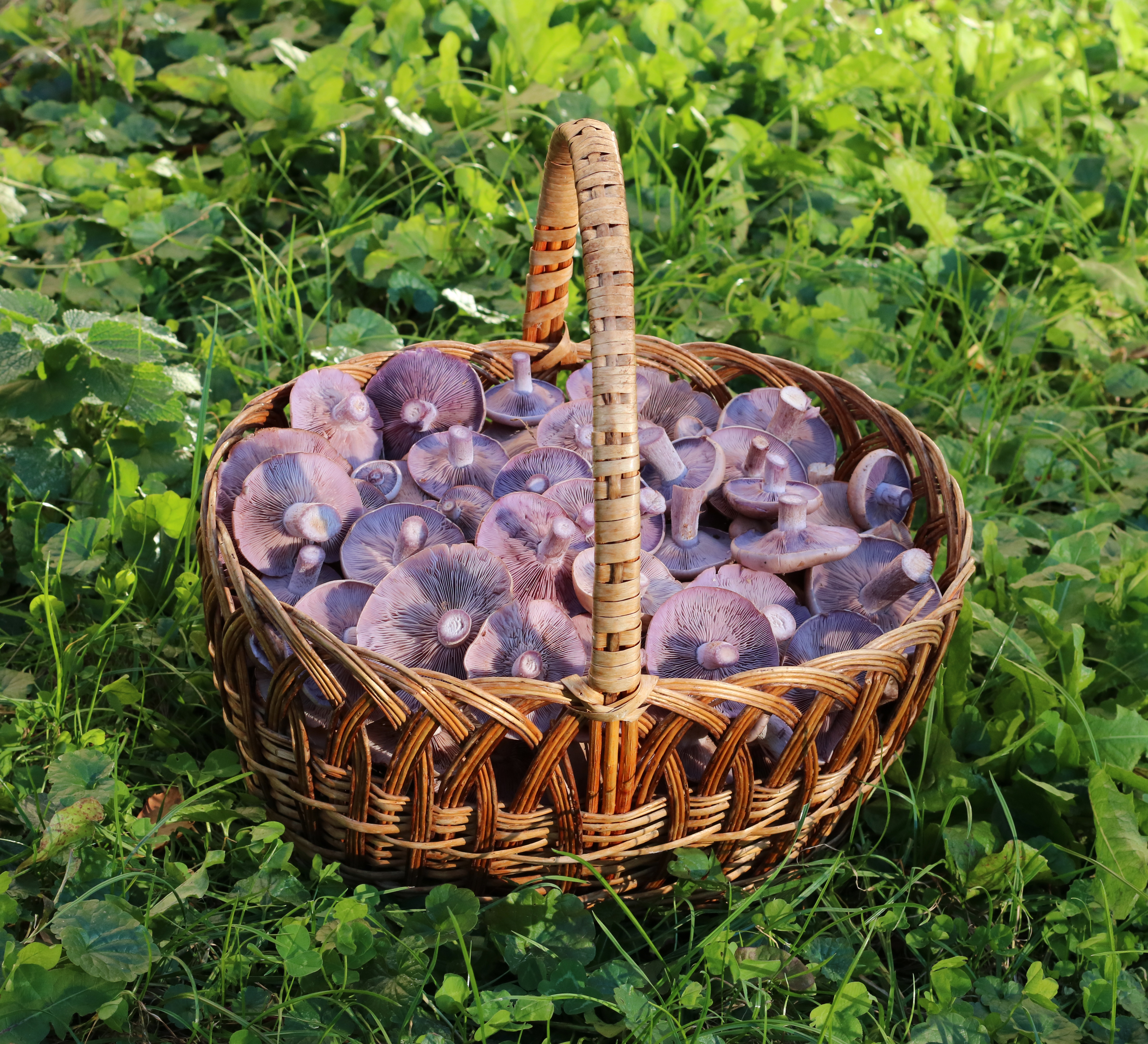
Рядовки фиолетовые в корзине

Сапрофит, растущий на гниющем листовом опаде. Растёт на почве, на подстилке, около куч хвороста и соломы, на опавшей хвое, в хвойных (с сосной, с елью) и смешанных (с дубом, елью) лесах, а также в садах, на компостных кучах. Хорошо переносит небольшие заморозки. Плодовые тела появляются по отдельности или группами, иногда образуя «ведьмины круги». Часто растёт вместе с говорушкой дымчатой. Гриб распространён и обычен в умеренной зоне Северного полушария; завезён в Австралию.
Сезон с августа по декабрь (массовое плодоношение — с середины сентября до первых заморозков в конце октября).

## Сходные виды
Съедобные:

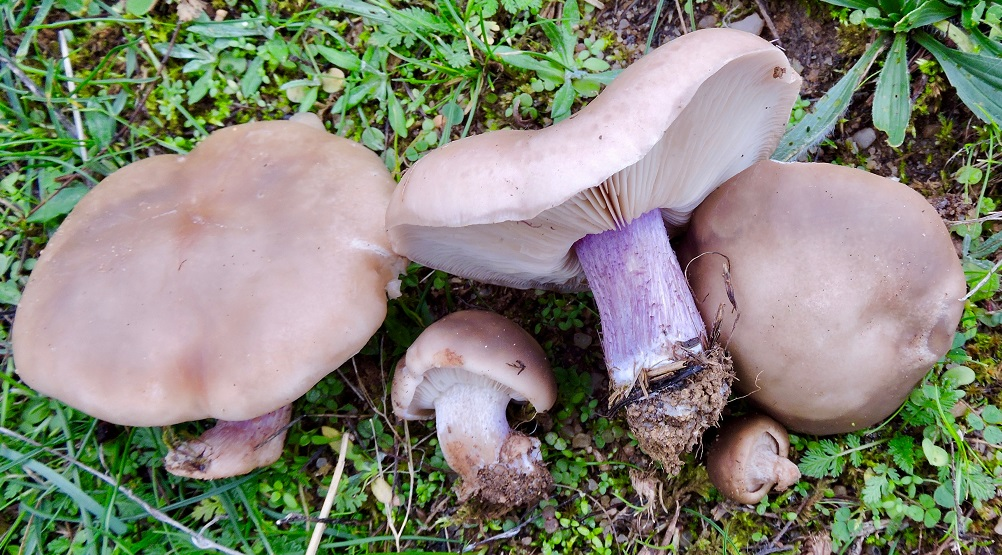
Рядовка лиловоногая, она же — синий корень, синюшка, синяя ножка

- Рядовка лиловоногая (Lepista saeva) растёт преимущественно на открытых местах
- Рядовка фиалковая (Lepista irina) окрашена в розоватый цвет, мякоть белая
- Паутинник фиолетовый (Cortinarius violaceus), как и другие паутинники, отличается наличием в молодом возрасте паутинистого покрывала под шляпкой, коричневым споровым порошком
- Лаковица лиловая (Laccaria amethystina) значительно меньше размером, с тонкой волокнистой ножкой и белым споровым порошком

несъедобные:
- Паутинник бело-фиолетовый (Cortinarius alboviolaceus) с остатком покрывала на ножке, которое часто окрашивается в ржаво-коричневый цвет
- Паутинник козий (Cortinarius traganus) отличается горькой жёлтой мякотью с неприятным затхлым запахом.
- Мицена чистая (Mycena pura)[5] отличается штриховатым краем шляпки и белым споровым порошком.

## Употребление
Условно съедобный гриб хорошего качества. Перед употреблением подлежит термической обработке (предварительному отвариванию в течение 10—20 минут), так как в сыром виде может вызывать желудочные расстройства, а также для устранения специфического запаха и вкуса, свойственного грибам, растущим на гниющей органике.